# Železniki, Metlika
Železniki so naselje v Občini Metlika.